# Galleria del vento verticale

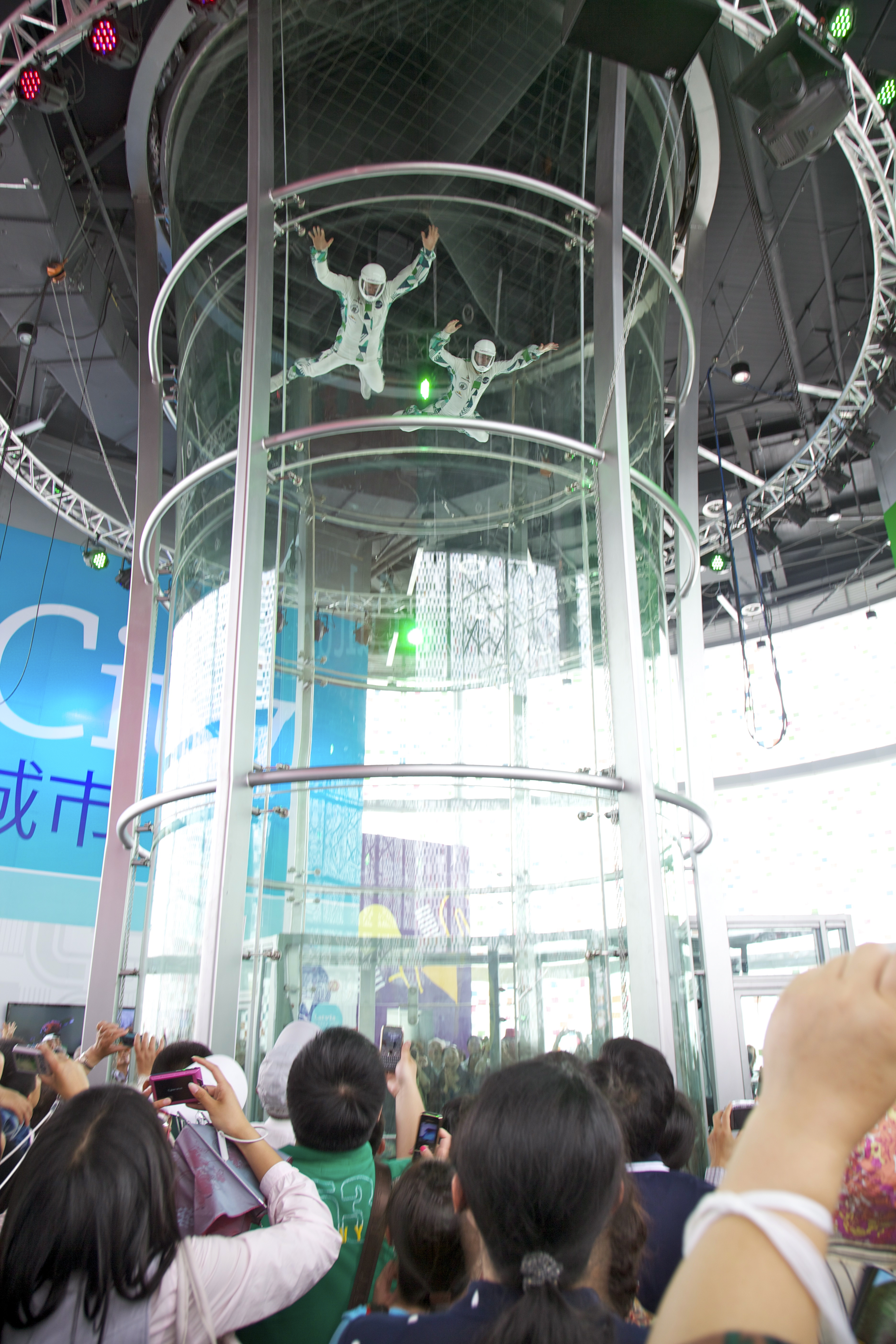
Galleria del vento verticale Aerodium all'EXPO 2010 di Shanghai

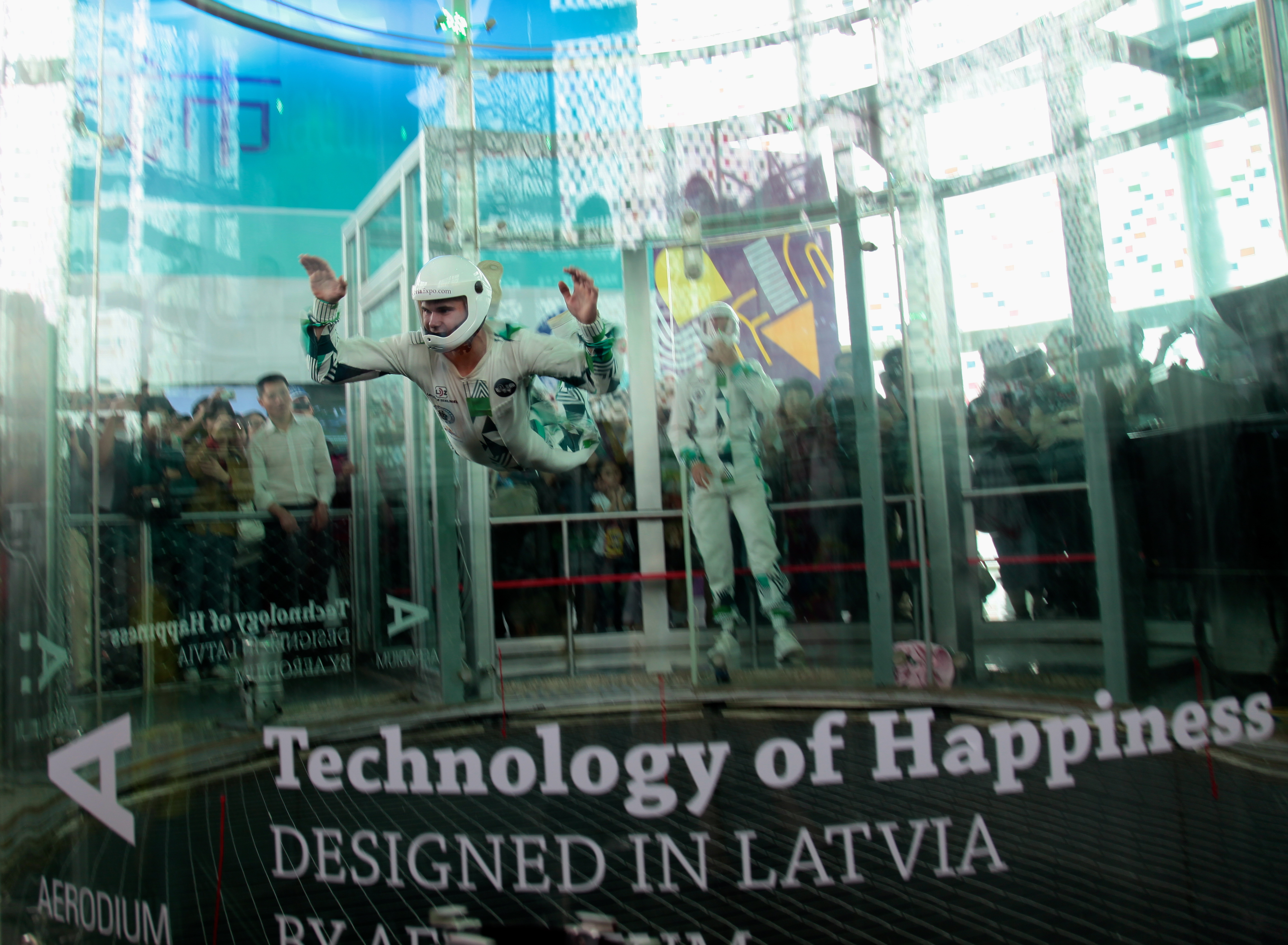
Galleria del vento Aerodium all'EXPO 2010

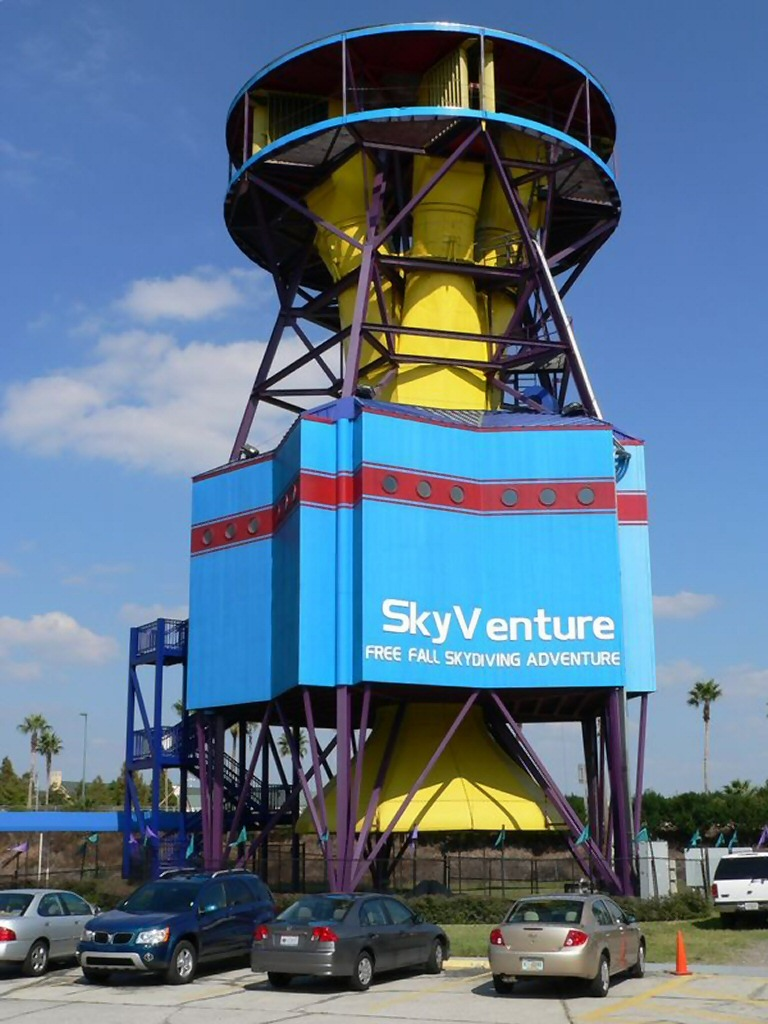
Galleria del vento verticale senza ricircolo di aria di Orlando (Florida).

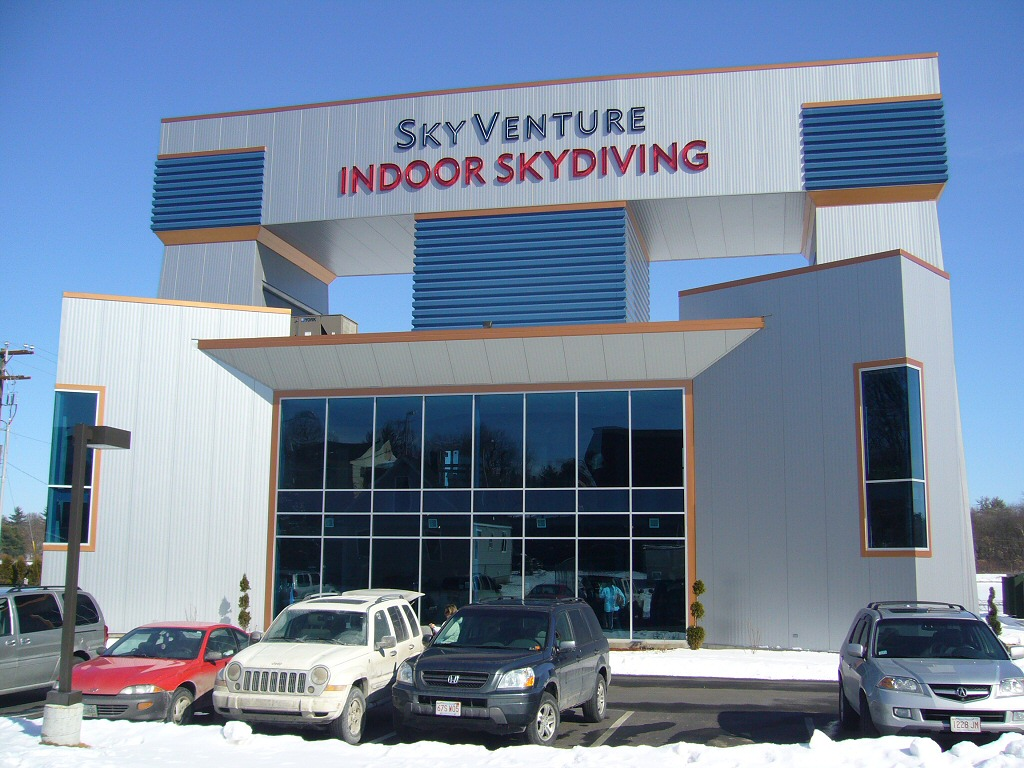
Galleria del vento verticale indoor a ricircolo d'aria nel New Hampshire.

Una galleria del vento verticale (in inglese Vertical Wind Tunnel, spesso abbreviato con la sigla VWT) è una galleria del vento che muove l'aria in una colonna verticale. È a scopo di divertimento spesso chiamata anche paracadutismo al coperto (indoor skydiving) o bodyflight. Talvolta può essere utilizzata anche come strumento d'allenamento per paracadutisti. Le gallerie del vento verticale consentono agli esseri umani di volare in aria senza aerei o senza paracadute, solamente attraverso la forza del vento generato verticalmente tramite un'elica. Per poter avere una spinta sufficiente a sollevare una persona media in posizione orizzontale, è necessario che il vento si muova verso l'alto ad una velocità di circa 150 km/h (50 m/s).

## Storia
La prima galleria del vento verticale di cui si ha notizia è quella costruita nel Langley Research Center della NASA a Hamton in Virginia che venne completata nel 1940. Nel 1941 anche i russi costruirono il loro tunnel verticale chiamato TsAGI T-105.
Il primo essere umano a volare in una galleria del vento verticale fu Jack Tiffany nel 1964 presso la base aerea di Wright-Patterson situata nella contea di Greene e Montgomery dell'Ohio.
La prima galleria del vento specificamente ideata per il volo umano fu progettata dall'inventore Jean St. Germain e costruita da quella che è oggi la Aerodium Technologies nel 1979 vicino a Montréal nel Canada. St. Germain ideò quest'apparecchiatura per i suoi figli affinché potessero provare l'esperienza della caduta libera in un ambiente sicuro. Il flusso di aria era generato dal motore e dall'elica di un DC-3 posizionati sotto una rete ed una gabbia rinforzati in acciaio. Il visitatore poteva volare nell'Aerodium al costo di 4 dollari al minuto più 3 per il noleggio dell'abbigliamento.
Nel 1982 St. Germain vendette l'idea della galleria del vento verticale sia a Les Thompson che a Marvin Kratter i quali, ciascuno per proprio conto, cominciarono a costruire due diverse gallerie del vento. Subito dopo, St. Germain vendette i diritti di franchising a Krammer per 1,5 milioni di dollari. Venne brevettato come il “Levitationarium” da Jean St. Germain negli USA nel 1984 e nel 1994 rispettivamente con i brevetti no. 4.457.509 e 5.318.481.
St. Germain quindi collaborò alla costruzione di due gallerie del vento in America. La prima galleria del vento verticale, costruita esclusivamente per fini commerciali,  aprì nell'estate del 1982 a Las Vegas nel Nevada. Successivamente, nello stesso anno, una seconda galleria del vento apri a Pigeon Forge nel Tennessee. Entrambi gli impianti aprirorono ed operarono con il nome di “Flyaway Indoor Skydiving”. Nel 2005 il manager di Flyaway Keith Fields acquistò l'impianto di Las Vegas per poi ridenominarlo “Vegas Indoor Skydiving”.
Il primo riferimento editoriale ad una galleria del vento verticale specifica per il paracadutismo fu pubblicato nel 1979 su CANPARA (Rivista Canadese per lo Sport Paracadutistico).
Una pietra miliare nella storia delle gallerie verticali è rappresentata da “Wind Machine”, un prototipo costruito appositamente dalla Aerodium (Latvia/Canada) per la cerimonia di chiusura de Giochi olimpici invernali di Torino del 2006. Erano tante le persone che non avevano mai visto prima una galleria del vento verticale e che rimasero affascinate da questi esseri umani che volavano senza essere attaccati a dei cavi.
Uno spettacolo con una galleria del vento verticale fu realizzato nel 2009 sulla Piazza Rossa di Mosca in occasione della presentazione del logo delle Olimpiadi Invernali di Sochi del 2014. Nel 2010 una galleria del vento verticale fu presentata alla esibizione di Latvian all'Expo 2010 di Shanghai in Cina.

## Tipi di galleria del vento verticale
Le gallerie del vento verticale per esterni possono essere sia mobili che fisse. 
Quelle mobili sono spesso usate nei film e per le dimostrazioni e vengono spesso noleggiate per grossi eventi quali convegni o esposizioni nazionali. Le postazioni mobili, permettendo il volo in totale o parziale vista del cielo o dell'esterno e non essendo provviste di pareti a circondare la zona di volo, riescono ad offrire ai partecipanti e agli spettatori un particolare effetto teatrale. Le gallerie del vento verticale per esterni possono comunque presentare delle pareti o un sistema di reti intorno alla colonna del vento, così da evitare la caduta dei praticanti il volo all'esterno.
Le gallerie del vento verticale fisse includono il tipo a circolazione d'aria semplice o riciclata. Quelle senza ricircolo solitamente aspirano aria attraverso delle feritoie poste in prossimità del fondo del manufatto, la spingono attraverso l'area di volo per poi espellerla nella parte superiore della struttura. Le gallerie del vento ad aria riciclata creano un circuito aerodinamico con una ventilazione rotatoria, simile a quella delle gallerie del vento ma con l'utilizzo di un flusso verticale e di una camera per il volo umano all'interno della parte verticale del circuito. Le gallerie del vento verticale vengono di solito realizzate in climi troppo freddi per potervi realizzare un impianto senza ricircolo di aria. Il flusso d'aria di una galleria verticale per interni è di solito più lineare e controllabile di quello di una struttura per esterni, cosicché essi possono essere utilizzati in ogni periodo dell'anno. 
Diversi tipi di eliche e di ventilatori possono essere utilizzati quali meccanismi per movimentare l'aria attraverso una galleria del vento verticale. I motori possono essere alimentati a gasolio oppure essere di tipo elettrico e di solito forniscono una colonna d'aria verticale larga da 6 piedi (1,8 metri) a 17 piedi (5,2 metri). Una centralina di controllo permette la regolazione del flusso d'aria da parte di un operatore in contatto visivo continuo dei praticanti il volo. La velocità dell'aria può essere regolata in molte gallerie del vento, di solito tra i 130 e i 300 km/h (35 e 80 m/s) per conformarsi alle abilità di ciascuno e per compensare la variabile resistenza del corpo durante le acrobazie più avanzate.